# Seznam polských spisovatelů
Seznam polských spisovatelů obsahuje přehled některých významných spisovatelů, narozených nebo převážně publikujících v Polsku.

## A
- Kajetan Abgarowicz (1856–1909)
- Adolf Abrahamowicz (1849–1899)
- Jarosław Abramow-Newerly (* 1933)
- Igor Abramow-Newerly (1903–1987)
- Bogusław Adamowicz (1870–1944)
- Jerzy Afanasjew (1932–1991)
- Joe Alex, pseudonym Macieje Słomczyńského (1920–1998)
- Jerzy Andrzejewski (1909–1983)
- Wiesław Andrzejewski (1931–1993)
- Bohdan Arct (1914–1973)
- Franciszka Arnsztajnowa (1865–1942)
- Adam Asnyk (1838–1897)
- Halina Auderska (1904–2000)

## B

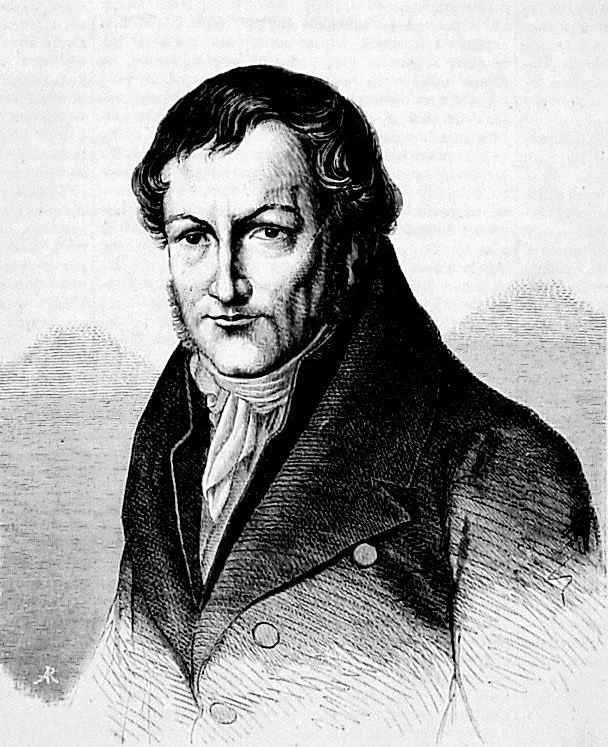
J. S. Bandtkie

- Krzysztof Kamil Baczyński (1921–1944)
- Stanisław Baczyński (1890–1939)
- Karol Badecki (1886–1953)
- Jerzy Badura (1845–1911)
- Ewa Bagłaj (* 1980)
- Adam Bahdaj (1918–1985)
- Józef Baka (kolem 1706–1780)
- Stanisław Baliński (1899–1984)
- Baliński, Stefan (1899–1943)
- Michał Bałucki (1837–1901)
- Jerzy Samuel Bandtkie (1768–1835)
- Andrzej Bańkowski (* 1931)
- Marcin Baran (* 1963)
- Marek Baraniecki (* 1954)
- Stanisław Barańczak (* 1946)
- Justyna Bargielska (* 1977)
- Stanisław Barzykowski (1792–1872)
- Zbigniew Batko (* 1940)
- Joanna Batorová (* 1968)
- Cyprian Bazylik (1535–1600)
- Lech Bądkowski (1920–1984)
- Wojciech Bąk (1907–1961)
- Władysław Bełza (1847–1913)
- Stanisław Bereś (* 1950)
- Wacław Berent (1837–1940)
- Feliks Bernatowicz (1786–1836)
- Marian Bielicki (1920 –1972)
- Grzegorz Białkowski (1932–1989)
- Ewa Białołęcka (* 1967)
- Miron Białoszewski (1922–1983)
- Miłosz Biedrzycki (* 1967)
- Marcin Bielski (1495–1575)
- Biernat z Lublina (1465–1529)
- Józef Bliziński (1827–1893)
- Halina Birenbaum (* 1929)
- Andrzej Bobkowski (1913–1961)
- Teresa Bogusławska (1929–1945)
- Antoni Bogusławski (1889–1956)
- Wojciech Bogusławski (1757–1829)
- Franciszek Bohomolec (1720–1784)
- Juliusz Erazm Bolek (* 1963)
- Katarzyna Bonda (* 1977)
- Katarzyna Boni (* 1982)
- Wojciech Bonowicz (* 1967)
- Dyzma Bończa-Tomaszewski (1749–1825)
- Karol Olgierd Borchardt (1905–1986)
- Tadeusz Borowski (1922–1951)
- Krzysztof Boruń (1923–2000)
- Marcin Borzymowski (1630–?)
- Roman Brandstaetter (1906–1987)
- Kazimierz Brandys (1916–2000)
- Marian Brandys (1912–1998)
- Roman Bratny (* 1921)
- Jerzy Braun (1901–1975)
- Tadeusz Breza (1905–1970)
- Kazimierz Brodziński (1791–1835)
- Władysław Broniewski (1897–1962)
- Jerzy Broszkiewicz (1922–1993)
- Aleksander Brückner (1856–1939)
- Alojzy Fryderyk von Brühl (1739–1793)
- Antoni Brykczyński (1843–1913)
- Ernest Bryll (* 1935)
- Jan Brzechwa (1899–1966)
- Anna Brzezińska (* 1971)
- Michał Hieronim Brzostowski (1762–1806)
- Stanisław Brzozowski (1878–1911)
- Karol Bunsch (1898–1987)
- Feliks Burdecki (1904–1991)
- Tomasz Burek (* 1938)
- Andrzej Bursa (1931–1957)
- Zofia Bystrzycka (* 1922)
- Przemysław Bystrzycki (1923–2004)

## C
- Alina Centkiewiczowa (1907–1993)
- Czesław Centkiewicz (1904–1996)
- Florian Stanisław Ceynowa, kašubsky Florian Cenôwa (1817–1881)
- Stefan Chwin (* 1949)
- Jerzy Ciechanowicz (1955–1999)
- Michał Czajkowski (1804–1886)
- Józef Czapski (1896–1993)
- Adam Kazimierz Czartoryski (1734–1823)
- Adam Jerzy Czartoryski (1770–1861)
- Józef Czechowicz (1903–1939)

## Ć
- Jakub Ćwiek (* 1982)

## D
- Roman Danak (1935–1994)
- Jan Dantyszek (1485–1548)
- Maria Dąbrowska (1889–1965)
- Tadeusz Dąbrowski (* 1979)
- Jadwiga Dackiewiczová (1920–2003)
- Andrzej Dębkowski (* 1961)
- Wojciech Dębołęcki (1585–1646)
- Eugeniusz Dębski (* 1952)
- Jacek Dehnel (* 1980)
- Jan Długosz (1415–1480)
- Leszek Długosz (* 1941)
- Franciszek Ksawery Dmochowski (1762–1818)
- Franciszek Salezy Dmochowski (1801–1871)
- Tadeusz Dołęga-Mostowicz (1898–1939)
- Grzegorz Drukarczyk (* 1959)
- Elżbieta Drużbacka (1695–1765)
- Andrzej Drzewiński (* 1959)
- Jacek Dukaj (* 1974)
- Stanisław Dunin-Karwicki (1640–1724)
- Adolf Dygasiński (1839–1902)
- Stanisław Dygat (1914–1978)

## E
- Jerzy Edigey (1912–1983)
- Gustaw Ehrenberg (1818–1895)
- Leszek Engelking (* 1955)

## F
- Wilhelm Feldman (1868–1919)
- Alojzy Feliński (1771–1820)
- Konrad Fiałkowski (* 1939)
- Arkady Fiedler (1894–1985)
- Izabela Filipiak (* 1961)
- Aleksander Fredro (1793–1876)
- Andrzej Maksymilian Fredro (1620–1679)
- Andrzej Frycz-Modrzewski (1503–1572)
- Marta Fox (* 1952)

## G
- Gall Anonim (11.–12. století)
- Konstanty Ildefons Gałczyński (1905–1953)
- Adolf Gawalewicz (1916–1987)
- Artur Górski (1870–1959)
- Seweryn Goszczyński (1801–1876)
- Witold Gombrowicz (1904–1969)
- Stefan Grabiński (1987–1936)
- Michał Grabowski (1804–1863)
- Marek Grechuta (1945–2006)
- Stanisław Grzesiuk (1918–1963)
- Łukasz Górnicki (1527–1603)

## H
- Julia Hartwigová (* 1921)
- Zbigniew Herbert (1924–1998)
- Zbigniew Hołdys (* 1951)
- Paweł Huelle (* 1957)

## Ch
- Beata Chomątowska (* 1976)
- Czesław Chruszczewski (1922–1982)
- Sylwia Chutniková (* 1979)

## I
- Kazimiera Iłłakowiczówna (1892–1983)
- Karol Irzykowski (1873–1944
- Jarosław Iwaszkiewicz (1894–1980)

## J
- Karol Janca (* 1930)
- Jerzy Jesionowski (1919–1992)

## K
- Zygmunt Kaczkowski (1825–1896)
- Jacek Kaczmarski (1957–2004)

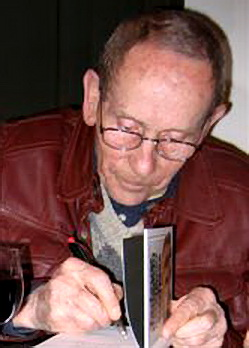
T. Konwicki

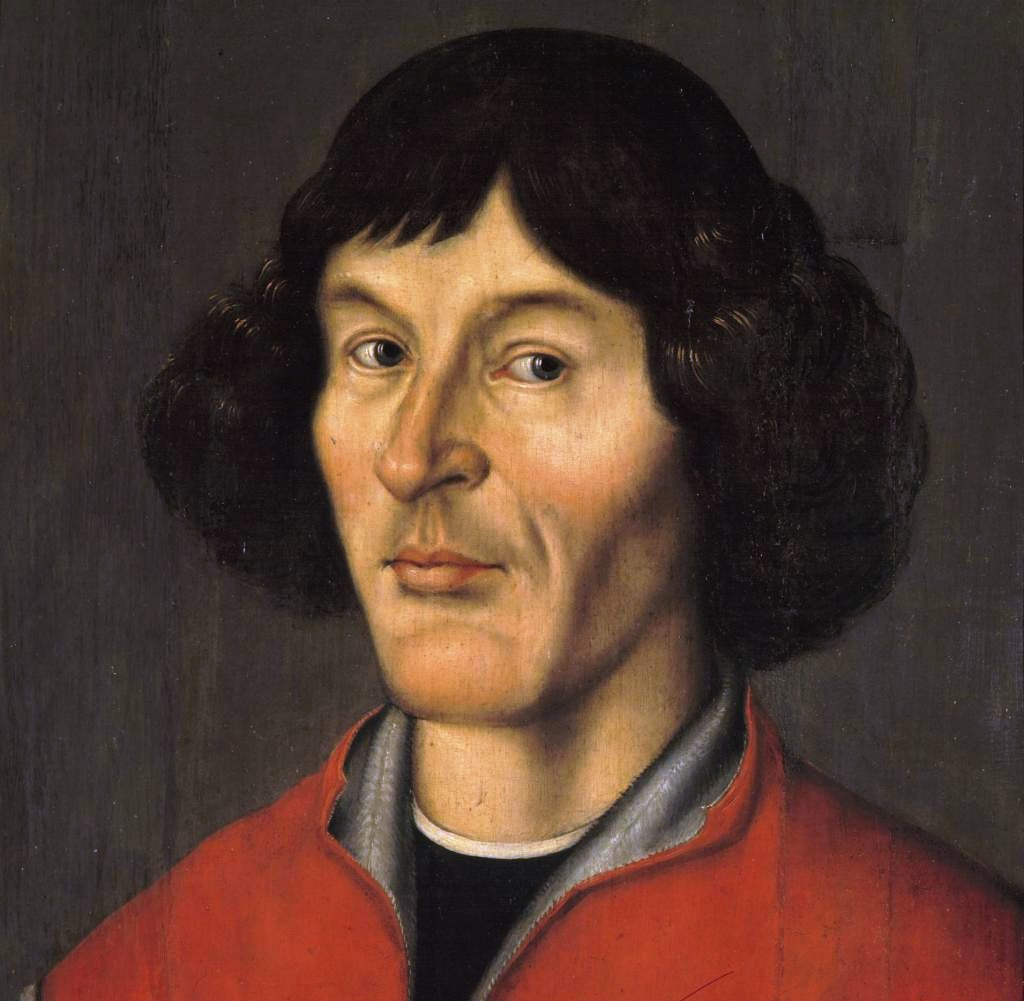
M. Koperník

- Juliusz Kaden-Bandrowski (1885–1944)
- Wincenty Kadłubek (1150–1223)
- Anna Kamieńska (1920–1986)
- Aleksander Kamiński (1903–1978)
- Ryszard Kapuściński (* 1932), novinář
- Franciszek Karpiński (1741–1825)
- Tymoteusz Karpowicz (1921–2005)
- Jan Kasprowicz (1860–1926)
- Krzysztof Kąkolewski (* 1930)
- Grácia Kerényi (1925–1985), básnířka
- Bruno Kiciński (1797–1844)
- Stefan Kisielewski (1911–1991)
- Jędrzej Kitowicz (1728–1804)
- Hubert Klimko-Dobrzaniecki (* 1967)
- Sebastian Fabian Klonowic (okolo 1545–1602)
- Franciszek Dionizy Kniaźnin (1750–1807)
- Andrzej Kochanowski (?–1599)
- Jan Kochanowski (1530–1584)
- Piotr Kochanowski (1566–1620)
- Wespazjan Kochowski (1633–1700)
- Jonasz Kofta (1942–1988)
- Oskar Kolberg (1814–1890)
- Hugo Kołłątaj (1750–1812)
- Tomasz Kołodziejczak (* 1967)
- Jacek Komuda (* 1972)
- Feliks Konarski (1907–1991)
- Stanisław Konarski (1700–1773)
- Maria Konopnicka (1842–1910)
- Kazimierz Kontrym (1776–1836)
- Tadeusz Konwicki (1926–2015)
- Mikuláš Koperník, latinsky Nicolai Copernicus (1473–1543)
- Janusz Korczak (1878–1942)
- Apollo Korzeniowski (1820–1869)
- Jerzy Kosinski (1933–1991), anglicky píšící autor polského původu, občan USA
- Adam Amilkar Kosiński (1814–1893)
- Zofia Kossak-Szczucka (1889–1968)
- Wacław Kostek-Biernacki (1882–1957)
- Maja Lidia Kossakowska (* 1972)
- Kajetan Koźmian (1771–1856)
- Krystyna Krahelska (1914–1944)
- Marek Krajewski (* 1966)
- Michał Dymitr Krajewski (1746–1817)
- Ignacy Krasicki (1735–1810)
- Zygmunt Krasiński (1812–1859)
- Józef Ignacy Kraszewski (1812–1887)
- Feliks W. Kres (* 1966)
- Feliks Kryski (1562–1618)
- Andrzej Krzepkowski (1953–1991)
- Jan Krzeptowski "Sabała" (1809–1894)
- Andrzej Krzycki (1482–1537)
- Ludwik Krzywicki (1859–1941)
- Juliusz Krzyżewski (1915–1944)
- Zygmunt Kubiak (1929–2004)
- Antoni Kucharczyk (1874–1944)
- Wojciech Kuczok (nar. 1972)
- Maciej Kuczyński (nar. 1929)
- Juliusz Kulesza (nar. 1928)
- Maria Kuncewiczowa (1897–1989)
- Marcin Kurek (nar. 1970)
- Jacek Kuroń (1934–2004)
- Gabriela Kurylewicz (* 1969)
- Karolina Kusek (nar. 1940)

## L
- Jan Lechoń (1899–1956)
- Stanisław Lem (1921–2006)
- Joachim Lelewel (1786–1861)
- Bolesław Leśmian (1878–1937)
- Tomasz Leśniowski (* 1968)
- Konrad T. Lewandowski (* 1966), autor fantasy literatury
- Charles Liblau (1910–1973)
- Olga Lipińska (nar. 1937)
- Ewa Lipska (nar. 1945)

## Ł
- Stanisław Łaski (?–1550)
- Witold Łaszczyński (1874–1949)
- Mikołaj Łęczycki (1574–1653)
- Józef Łobodowski (1909–1988)
- Przemysław Łonyszyn (* 1978)
- Władysław Łoziński (1843–1913)
- Waldemar Łysiak (* 1944)

## M
- Piotr Macierzyński (* 1971)
- Józef Mackiewicz (1901–1985)
- Dominik Magnuszewski (1810–1845)
- Andrzej Majewski (* 1966)
- Katarzyna Majgier (* 1973)
- Janusz Makarczyk (1901–1960)
- Witold Makowiecki] (1902–1946)
- Kornel Makuszyński (1884–1953)
- Antoni Malczewski (1793–1826)
- Hanna Malewska (1911–1983)
- Karol Maliszewski (* 1960)
- Juliusz Małachowski (1801–1831)
- Ludmiła Marjańska (1923–2005)
- Dorota Masłowska (* 1983)
- Marcin Matuszewicz (1714–1773)
- Stanisław Michalkiewicz (* 1947)
- Tadeusz Miciński (1873–1918)
- Adam Mickiewicz (1798–1855)
- Maciej Miechowita (1457–1523)
- Ludwik Mierosławski (1814–1878)
- Adam Michnik (* 1946)
- Grażyna Millerová (* 1957)
- Wanda Miłaszewska (1894–1944)
- Stanisław Miłaszewski (1886–1944)
- Czesław Miłosz (1911–2004)
- Stanisław Młodożeniec (1895–1959)
- Maurycy Mochnacki (1803–1834)

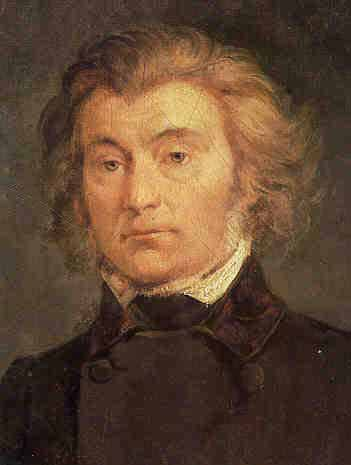
A. Mickiewicz

- Andrzej Frycz Modrzewski (1503–1572)
- Andrzej Morsztyn (1621–1693)
- Hieronim Morsztyn (1581–1623)
- Zbigniew Morsztyn (1625–1689)
- Danuta Mostwin (* 1921)
- Krzysztof Celestyn Mrongovius (1764–1855)
- Remigiusz Mróz (* 1987)
- Sławomir Mrożek (1930–2013)
- Stanisław Murzynowski (1528–1553)
- Stanisław Mycielski (1743–1818)
- Zygmunt Mycielski (1907–1987)
- Wiesław Myśliwski (* 1932)

## N
- Daniel Naborowski (1573–1640)
- Ignacy Nagurczewski (1725–1811)
- Anna Nakwaska (1781–1851)
- Tadeusz Nalepiński (1885–1918)
- Zofia Nałkowska (1884–1954)
- Wacław Nałkowski (1851–1911)
- Stefan Napierski (1899–1940)
- Adam Naruszewicz (1733–1796)
- Józef Narzymski (1839–1872)
- Igor Newerly (1903–1987)

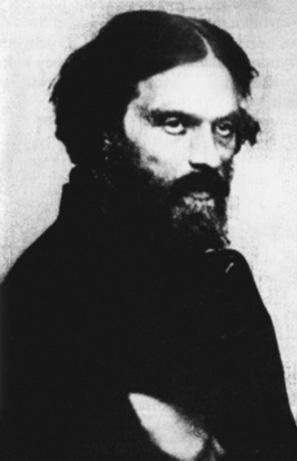
C. K. Norwid

- Andrzej Patrycy Nidecki (1522–1587)
- Julian Ursyn Niemcewicz (1757–1841)
- Andrzej Niemojewski (1864–1921)
- Jakub Niemojewski (1532–1584)
- Ludwik Niemojowski (1823–1892)
- Zbigniew Nienacki (1929–1994)
- Edmund Niziurski (* 1925)
- Cyprian Kamil Norwid (1821–1883)
- Adolf Nowaczyński (1876–1944)
- Jan Nowak-Jeziorański (1913–2005)
- Marek Nowakowski (* 1935)
- Stanisław Noyszewski–Piołun (1891–1941)
- Maria Nurowska (1944–2022)

## O
- Michał Olszewski (* 1977)
- Władysław Orkan (1875–1930)
- Eliza Orzeszkowa (1841–1910)
- Agnieszka Osiecka (1936–1997)

## P
- Jan Parandowski (1895–1978)
- Dionizy Paszkiewicz (1764–1830)
- Piotr Paziński (* 1973)
- Sergiusz Piasecki (1901–1964)
- Jerzy Pilch (* 1952)
- Andrzej Pilipiuk (* 1974)

- Józef Piłsudski (1867–1935)
- Zofia Posmysz (* 1923)

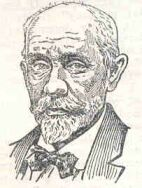
S. Przybyszewski

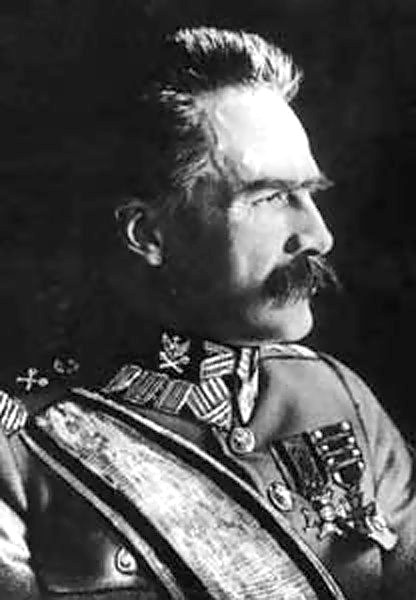
J. Piłsudski

- Stanisław Kostka Potocki (1755–1821)
- Jan Potocki (1761–1815)
- Wacław Potocki (1621–1696)
- Bolesław Prus (1847–1912)
- Zenon Przesmycki (1861–1944)
- Stanisław Przybyszewski (1868–1927)

## R
- Zuzanna Rabska (1888–1960)

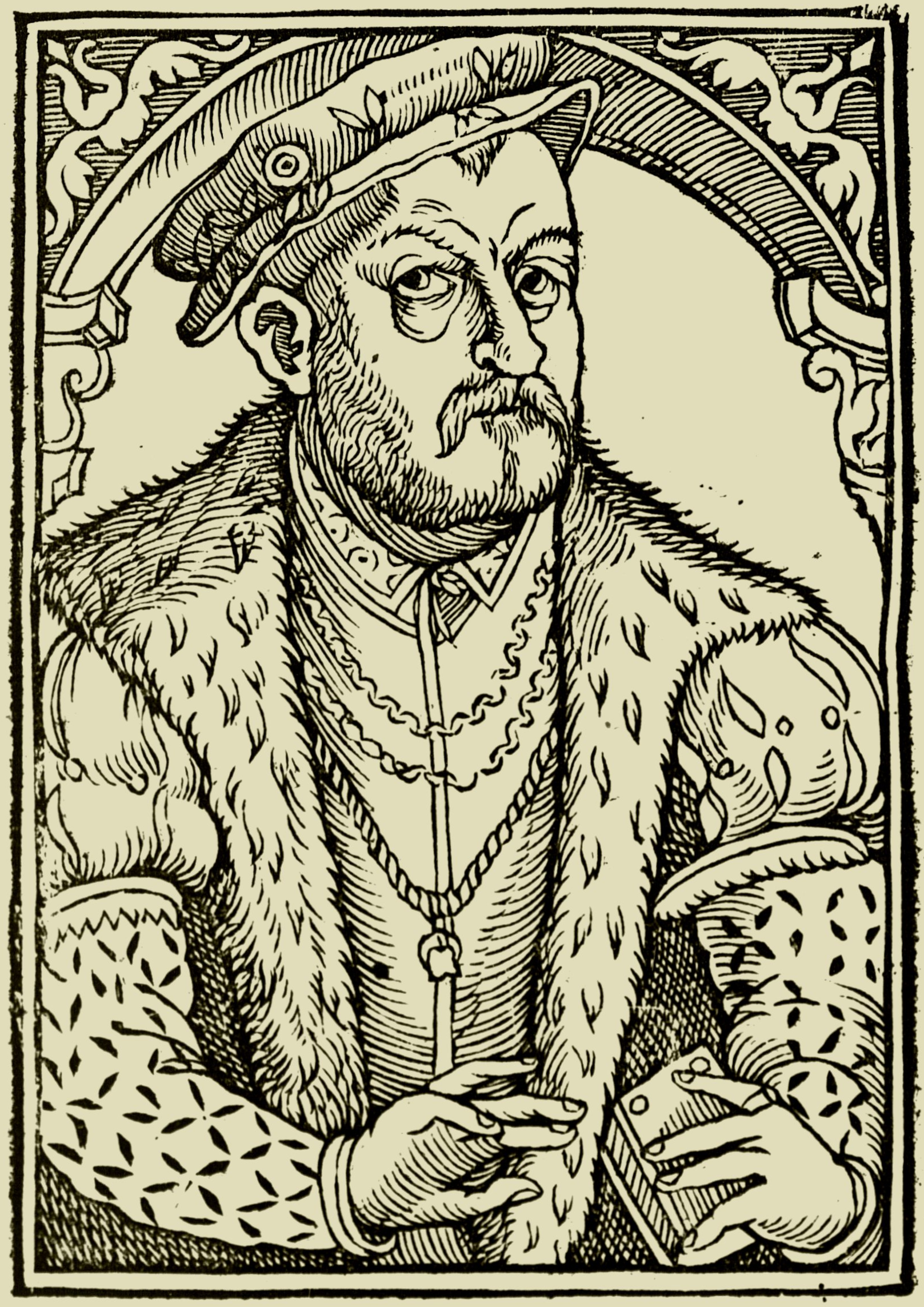
M. Rej

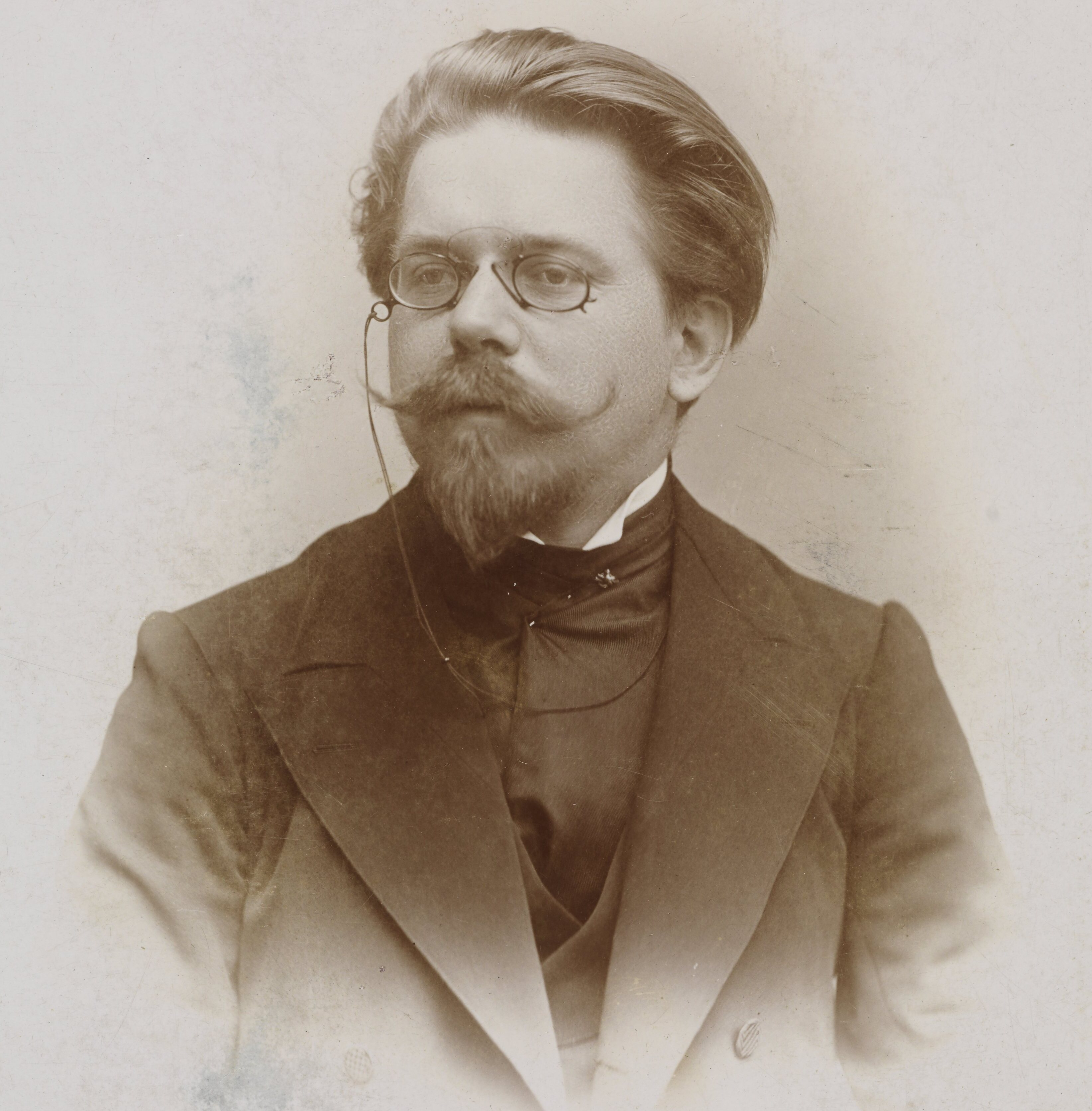
W. Reymont

- Mikołaj Krzysztof Radziwiłł (1549–1616)
- Wincenty Rapacki (1840–1924)
- Zbigniew Raszewski (1925–1992)
- Edward Redliński (* 1940)
- Mikołaj Rej z Nagłowic (1505–1569)
- Władysław Reymont (1867–1925)
- Krystyna Rodowska (* 1937)
- Maria Rodziewiczówna (1863–1944)
- Wacław Rolicz-Lieder (1866–1912)
- Zofia Romanowiczowa (* 1922)
- Tadeusz Różewicz (1921–2014)
- Zygmunt Różycki (1883–1930)
- Adolf Rudnicki (1912–1990)
- Dominik Rudnicki (1676–1739)
- Janusz Rudnicki (* 1956)
- Lucjan Rudnicki (1882–1968)
- Lucjan Rydel (1870–1918)
- Eustachy Rylski (* 1944)
- Aleksander Rymkiewicz (1913–1983)
- Jarosław Marek Rymkiewicz (* 1935)
- Salomon Rysiński (1560–1625)
- Józef Ryszka (1920–1943)
- Jerzy Mieczysław Rytard (1899–1970)
- Henryk Rzewuski (1791–1866)
- Wacław Rzewuski (1706–1779)

## S
- Władysław Sabowski (1837–1888)
- Barbara Sadowska (1940–1986)
- Tomasz Sakiewicz (* 1967)
- Andrzej Sapkowski (* 1948)
- Maciej Sarbiewski (1595–1640)
- Paweł Sarna (* 1977)
- Stanisław Sarnicki (1532–1597)
- Andrzej Sarwa (* 1953)

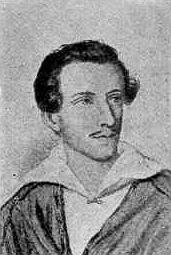
J. Słowacki

- Sat-Okh (1920–2003), pseudonym Stanisława Supłatowicza
- Jacek Sawaszkiewicz (1947–1999)
- Nora Szczepańska (1914–2004)
- Bruno Schulz (1892–1942)
- Władysław Sebyła (1900–1940)
- Mikołaj Sęp-Szarzyński (kolem 1550 –1581)
- Joanna Siedlecka (* 1949)
- Lucjan Siemieński (1807–1877)
- Henryk Sienkiewicz (1846–1916)
- Karol Sienkiewicz (1793–1860)
- Wacław Sieroszewski (1858–1945)
- Piotr Skarga (1536–1612)
- Jan Emil Skiwski (1894–1956)
- Jan Stanisław Skorupski (* 1938)
- Maciej Słomczyński (1922–1998)
- Antoni Słonimski (1895–1976)
- Juliusz Słowacki (1809–1849)
- Aleksander Sowa (* 1979)
- Izabela Sowa (* 1969)
- Filip Springer (* 1982)
- Edward Stachura (1937–1979)
- Andrzej Stasiuk (nar. 1960)
- Stanisław Staszewski (1925–1973)
- Kazik Staszewski, vlastním jménem Kazimierz Piotr Staszewski (* 1963)
- Stanisław Staszic (1755–1826)
- Leopold Staff (1878–1957)
- Lech Emfazy Stefański (1928–2010)
- Jan Sten (1871–1913)
- Andrzej Stopka (1904–1973)
- Zdzisław Stroiński (1921–1944)
- Andrzej Strug (1871–1937)
- Michał Studniarek (* 1976)
- Maciej Stryjkowski (1547–1593)
- Rajnold Suchodolski (1804–1831)
- Antoni Sygietyński (1850–1923)
- Władysław Syrokomla (1823–1862)
- Antoni Szandlerowski (1878–1911)
- Józef Szczepański (1922–1944)
- Kazimiera Szczuka (* 1966)
- Andrzej Szczypiorski (1928–2000)
- Alfred Szklarski (1912–1992)
- Seweryna Szmaglewska (1916–1992)
- Robert J. Szmidt (* 1962)
- Wit Szostak (* 1976)
- Janusz Szpotański (1929–2001)
- Artur C. Szrejter (* 1971)
- Paweł Szydeł (* 1963)
- Karol Szymanowski (1882–1937)
- Wisława Szymborska (* 1923)
- Szymon Szymonowic (1558–1629)

## T
- Bolesław Taborski (* 1927)
- Dorota Terakowska (1938–2004)
- Kazimierz Przerwa-Tetmajer (1865–1940)
- Włodzimierz Przerwa-Tetmajer (1861–1923)
- Olga Tokarczuk (* 1962)
- Stanisław Trembecki (1737–1812)
- Teodor Tripplin (1813–1881)
- Andrzej Trepka (* 1923)
- Tomek Tryzna (* 1948)
- Andrzej Trzebiński (1922–1943)
- Zofia Trzeszczkowska (1847–1911)
- Magdalena Tulli (* 1955)
- Julian Tuwim (1894–1953)
- Szczepan Twardoch (* 1979)
- Jan Twardowski (1915–2006)
- Samuel Twardowski (kolem 1600–1661)
- Leopold Tyrmand (1920–1985)

## U
- Kornel Ujejski (1823–1897)
- Władysław Umiński (1865–1954)
- Jerzy Urban „Kibic“ (1933–2022)

## V
- Stanisław Vincenz (1888–1971)

## W
- Stefan Weinfeld (1920–1990)
- Józef Weyssenhoff (1860–1932)
- Kazimierz Wierzyński (1894–1969)
- Stanisław Witkiewicz (1851–1915)

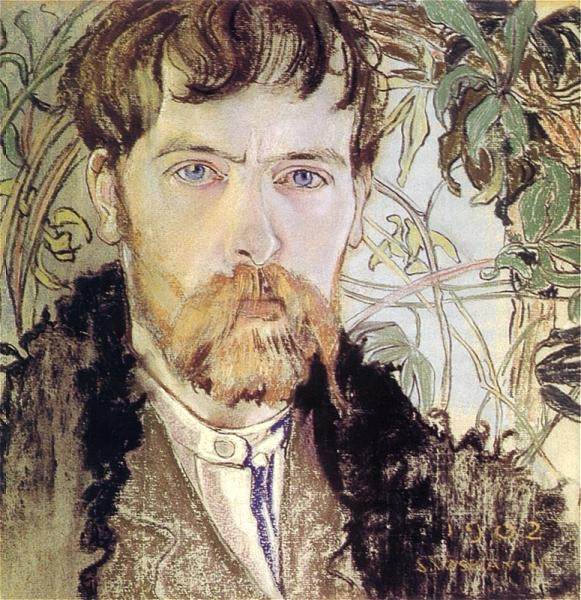
S. Wyspiański

- Stanisław Ignacy Witkiewicz, nebo Witkacy (1885–1939)
- Michał Witkowski (* 1975)
- Rafał Wojaczek (1945–1971)
- Jan Paweł Woronicz (1757–1829)
- Józef Wybicki (1747–1822)
- Stanisław Wyspiański (1869–1907)

## Z
- Franciszek Zabłocki (1752–1821)
- Adam Zagajewski (* 1945)
- Anna Zahorska (?–1942)
- Janusz A. Zajdel (1938–1985)
- Józef Bohdan Zaleski (1802–1886)
- Tomasz Zan (1796–1855)
- Gabriela Zapolska (1857–1921)
- Mariusz Zaruski (1867–1941)
- Jerzy Zawieyski (1902–1969)
- Józef Zawitkowski (* 1938)
- Karol Zbyszewski (1904–1990)
- Katarzyna Ewa Zdanowicz (* 1979)
- Emil Zegadłowicz (1888–1941)
- Andrzej Ziemiański (* 1960)
- Rafał A. Ziemkiewicz (* 1964)
- Andrzej Zimniak (* 1946)

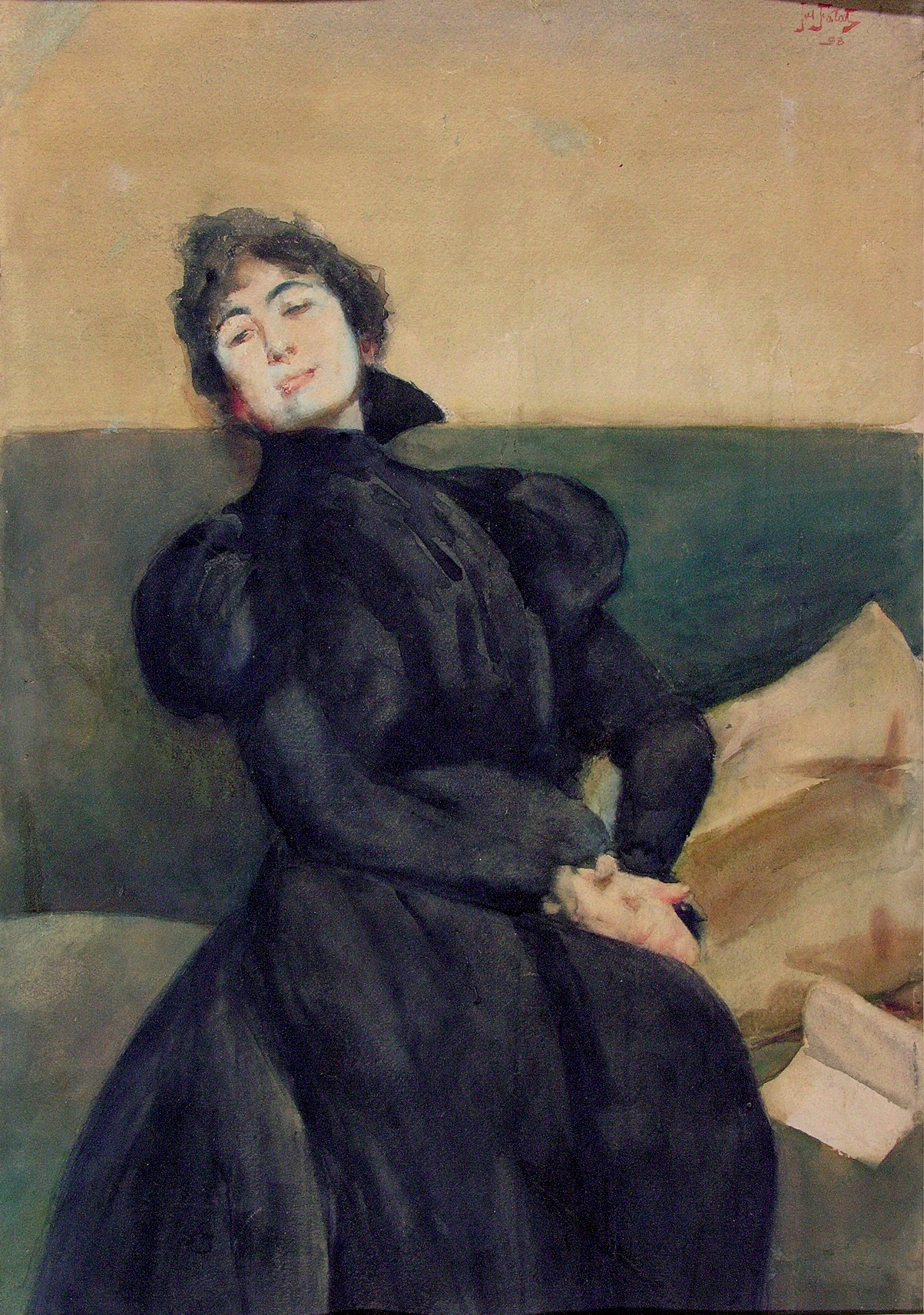
G. Zapolska

- Szymon Zimorowic (okolo 1608–1629)
- Aleksandra Ziółkowska-Boehm (* 1949)
- Roman Zmorski (1822–1867)

## Ż

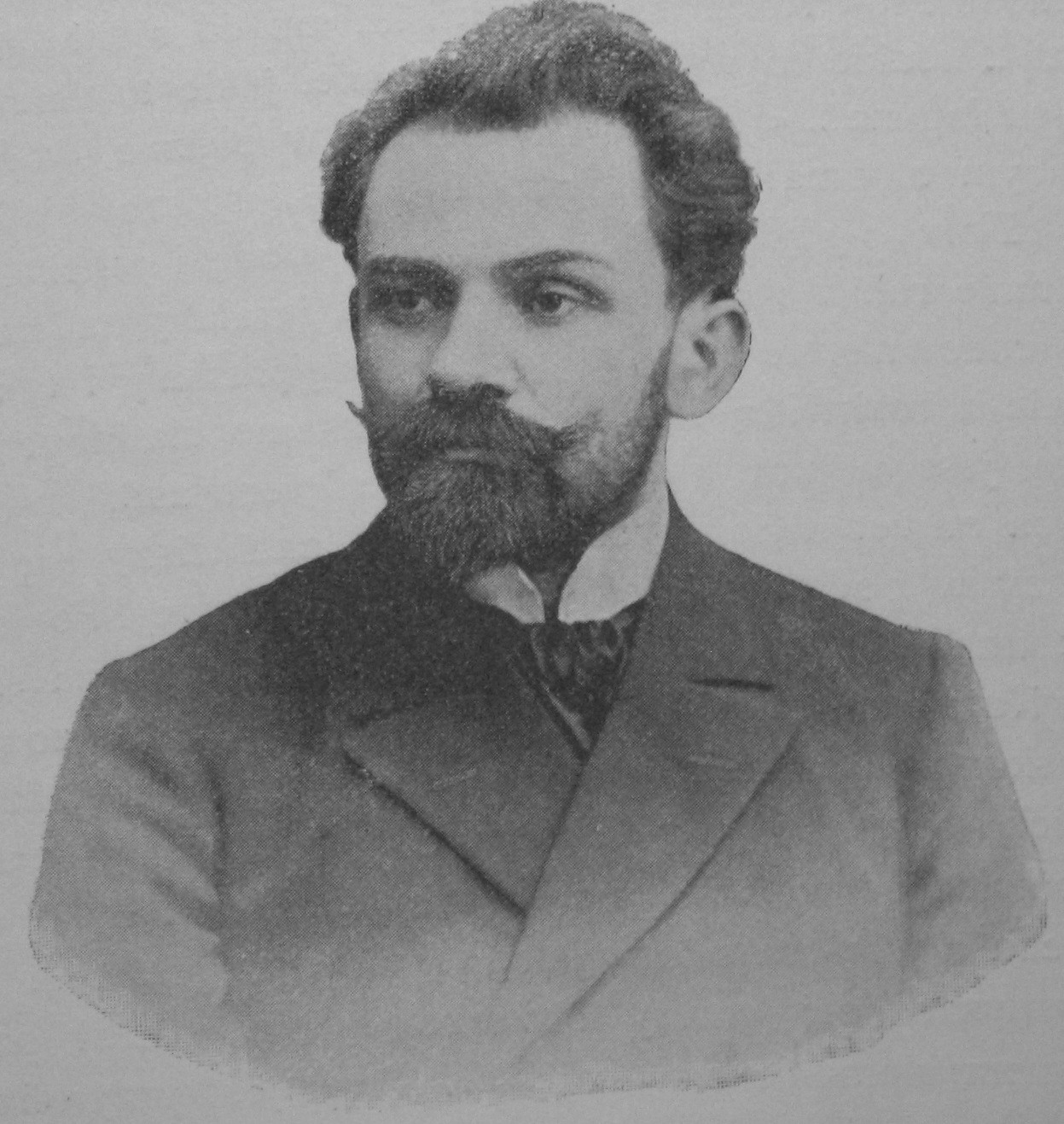
S. Żeromski

- Tadeusz Boy-Żeleński (1874–1941)
- Maciej Żerdziński (* 1967)
- Stefan Żeromski (1864–1925)
- Narcyza Żmichowska (1819–1876)
- Stanisław Żółkiewski (1547–1620)
- Wojciech Żukrowski (1916–2000)
- Jerzy Żuławski (1874–1915)
- Juliusz Żuławski (1910–1999)
- Wiktor Żwikiewicz (* 1950)
- Eugeniusz Żytomirski (1911–1975)